# 彭布羅克伯爵
彭布羅克伯爵（英語：Earl of Pembroke）是一個英格蘭貴族爵位，曾先後被冊封十次。第一次冊封是在1138年，由國王史蒂芬授予吉爾伯特·德·克萊爾。爵位的名稱來自於威爾斯的彭布羅克。

## 歷史
第一代伯爵之子，理查·德·克萊爾，是亨利二世在位期間諾曼征服愛爾蘭的英格蘭主將，他被稱為「強弓手」（Strongbow）。1185年德·克萊爾家族斷絕，威廉·馬歇爾作為理查的女婿在1199年成為彭布羅克伯爵，這是爵位的第二次冊封。之後此爵位先後由德·瓦倫斯家族（de Valence）以及黑斯廷斯家族（Hastings）持有。1414年亨利五世冊封弟弟漢弗萊為格洛斯特公爵與彭布羅克伯爵，當他在1447年去世後威廉·德拉波爾繼承了其伯爵爵位，他在1450年被處死。

彭布羅克伯爵的徽章

賈斯珀·都鐸，亨利六世的異父弟，在1452年被冊封。彭布羅克伯爵最後一次被冊封是在1551年，由愛德華六世授予威廉·赫伯特。赫伯特家族現今仍持有此爵位，現任伯爵是威廉·赫伯特，第十八代伯爵（William Herbert, 18th Earl of Pembroke）。